# 武汉市公安局安康医院
武汉市公安局安康医院隶属于武汉市公安局，位于武汉市江岸区后湖街道。该医院是一所安康医院，设在武汉市第十一医院后湖分院内，是对危害社会治安的精神病人依法进行强制医疗的专门机构。除了强制医疗外，该医院还开展精神疾病司法鉴定等工作。

## 收治程序
2004年，武汉市公安局出台了《武汉市公安局收治危害社会治安精神病人办法》，对危害社会治安精神病人的收治工作进行规范。
由武汉市人民政府制定并公布、2009年10月8日起施行的《武汉市严重危害社会精神病人强制医疗实施办法》第四条规定，
第四条 公安机关是严重社会精神病人强制医疗工作的主管机关，负责组织本办法的实施。
市公安机关强制医疗机构（以下简称强制医疗机构）是实施严重危害社会精神病人强制医疗及其管理的专门机构。
该《办法》第五条规定了强制医疗的对象必须符合两个条件：
第五条 精神病人同时符合下列情形的，由区级以上公安机关决定对其实施强制医疗，但符合本办法第六条所列情形之一的除外：

　　（一）在不能辨认或者不能控制自己行为的时候实施严重危害社会的行为，涉嫌犯罪，经法定程序鉴定确认，不负刑事责任的；

　　（二）无监护人，或者有监护人但监护人无能力看管，或者虽有监护人但不强制医疗可能会继续严重危害社会的重性精神病人。
该《办法》第六条明确排除了下列人员为强制医疗对象：
第六条 前条规定的人员符合下列情形之一的，不予强制医疗：

　　（一）怀孕的；

　　（二）哺乳自己不满1周岁婴儿的；

　　（三）患有躯体疾病危及生命的；

　　（四）躯体残疾不再具有严重危害社会的能力的；

　　（五）患有严重传染性疾病的；

　　（六）法律、法规、规章规定不宜强制医疗的其他情形。
第七条规定了收治程序，称，
第七条 对精神病人实施强制医疗，由区级以上公安机关根据《精神病司法鉴定书》和依法作出的确认不负刑事责任的文书，作出强制医疗决定，出具《精神病人强制医疗决定书》，并通知精神病人的监护人到强制医疗机构办理入院手续；无法确认精神病人身份的，由作出强制医疗决定的公安机关直接办理入院手续。
有评论指出，该《办法》确立了一个重要的原则，即强制医疗病人或者其监护人无能力负担治疗费用的，由政府财政承担。希望本《办法》的实施范围应尽量放宽，使此类病人都能得到入院强制治疗，并且通过政府财政补贴和相关费用减免，使实施门槛尽量降低，从而使那些有此类病人的贫困家庭获得帮助。